# Sistema económico
Um sistema económico (português europeu) ou sistema econômico (português brasileiro) é o sistema de produção, distribuição e consumo de bens e serviços de uma economia. Alternativamente, é o conjunto de princípios e técnicas com os quais os problemas de economia são endereçados, tais como o problema da escassez com a alocação de recursos produtivos limitados.
O sistema econômico é composto por pessoas, instituições e a sua relação com os recursos produtivos, como seja a convenção de propriedade. Exemplos atuais de sistemas econômicos incluem os sistemas capitalistas, sistemas socialistas, e economias mistas.
Sistemas Econômicos é a categoria no Journal of Economic Literature que inclui o estudo desses sistemas. Um campo que atravessa eles é sistemas econômicos comparativos. Subcategorias de diferentes sistemas lá incluem:
- Planejamento, coordenação, e reforma;
- Empreendimentos não produtivos, fatores e produtos de mercado, preço, população;
- Economia pública, economia financeira;
- Renda nacional,  produto, despesas, dinheiro, inflação;
- Comércio internacional, finanças, investimentos e ajuda;
- Economia do consumidor, bem-estar e da pobreza;
- Desempenho e perspectivas;
- Recursos naturais; energia, ambiente, estudos regionais;
- Economia política, instituições legais, direitos de propriedade.